# Station La Neuville-sous-Laon
Station La Neuville-sous-Laon is een voormalig spoorwegstation in de Franse gemeente Laon aan de spoorlijn La Plaine - Hirson en Anor. Het station is per december 2011 gesloten.

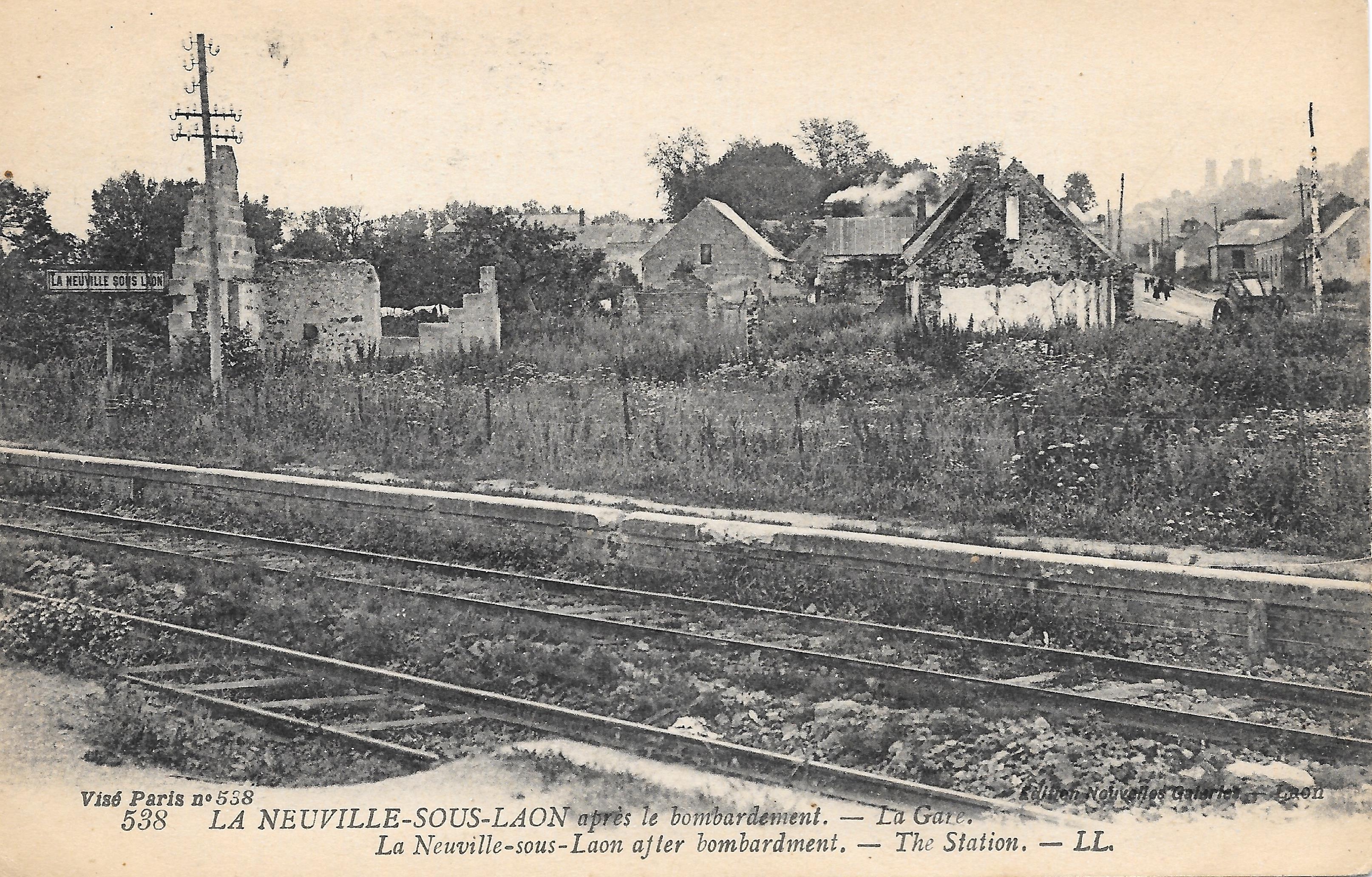
Het station tijdens WO I, in oktober 1918, na een bombardement.